# Acetato de medroxiprogesterona
O acetato de medroxiprogesterona (MPA) é um medicamento hormonal do tipo progestina que também é conhecido como acetato de medroxiprogesterona de depósito (DMPA) na forma injetável e vendido sob a marca Depo-Provera entre outras. Ele é usado como método contraceptivo e como parte da terapia de reposição hormonal da menopausa. Também é usado para tratarendometriose, sangramento uterino anormal, sexualidade anormal em homens e certos tipos de câncer. O medicamento está disponível tanto isolado quanto em combinação com um estrogênio  e é tomado por via oral, usado sob a língua ou por injeção em um músculo ou gordura.
Entre os efeitos colaterais comuns encontram-se  os distúrbios menstruais, como ausência de períodos menstruais, dor abdominal e dores de cabeça. Já os efeitos colaterais mais graves incluem perda óssea, coágulos sanguíneos, reações alérgicas e problemas de fígado. Seu uso não é recomendado durante a gravidez, pois pode prejudicar o bebê. O MPA é um progestogênio artificial e, como tal, ativa o receptor de progesterona, o alvo biológico da progesterona. Ele também tem atividade glicocorticoide fraca e atividade androgênica muito fraca, mas nenhuma outra atividade hormonal importante. Devido à sua atividade progestogênica, o MPA diminui a liberação de gonadotrofinas pelo corpo e pode suprimir os níveis de hormônios sexuais. Ele funciona como uma forma de método contraceptivo, impedindo a ovulação . 
O MPA foi descoberto em 1956, introduzido para uso médico nos Estados Unidos em 1959 e está na Lista de Medicamentos Essenciais da Organização Mundial de Saúde. O custo por atacado nos países em desenvolvimento é de cerca de US$ 0,60–1,60 por frasco. No Reino Unido, esta dose custa ao NHS cerca de £ 6. Nos Estados Unidos, custava menos de US$ 25 por dose em 2015. O MPA é a progestina mais amplamente utilizada na terapia de reposição hormonal da menopausa e na contracepção somente com progestógeno. O DMPA é aprovado para uso como uma forma de método contraceptivo de ação prolongada em mais de 100 países. Em 2017, foi o 222º medicamento mais comumente prescrito nos Estados Unidos, com mais de dois milhões de prescrições. 